# 杰尔姆·亨德森
杰尔姆·D·亨德森（英語：Jerome D. Henderson，1959年10月5日—），美国NBA联盟前职业篮球运动员。